# Гастінгс (Айова)
Гастінгс (англ. Hastings) — місто (англ. city) в США, в окрузі Міллс штату Айова. Населення — 152 особи (2010).

## Географія
Гастінгс розташований за координатами 41°1′30″ пн. ш. 95°29′41″ зх. д. / 41.02500° пн. ш. 95.49472° зх. д. (41.025088, -95.494828).  За даними Бюро перепису населення США в 2010 році місто мало площу 1,05 км², уся площа — суходіл.

## Демографія
Згідно з переписом 2010 року, у місті мешкали 152 особи в 67 домогосподарствах у складі 38 родин. Густота населення становила 144 особи/км².  Було 79 помешкань (75/км²).
Расовий склад населення:
| - 99,3 % — білих |

До двох чи більше рас належало 0,7 %. Частка іспаномовних становила 1,3 % від усіх жителів.
За віковим діапазоном населення розподілялося таким чином: 24,3 % — особи молодші 18 років, 55,3 % — особи у віці 18—64 років, 20,4 % — особи у віці 65 років та старші. Медіана віку мешканця становила 42,5 року. На 100 осіб жіночої статі у місті припадало 117,1 чоловіків;  на 100 жінок у віці від 18 років та старших — 117,0 чоловіків також старших 18 років.
Середній дохід на одне домашнє господарство  становив 38 494 долари США (медіана — 28 571), а середній дохід на одну сім'ю — 44 092 долари (медіана — 27 500). За межею бідності перебувало 22,7 % осіб, у тому числі 24,5 % дітей у віці до 18 років та 13,6 % осіб у віці 65 років та старших.
Цивільне працевлаштоване населення становило 73 особи. Основні галузі зайнятості: виробництво — 27,4 %, будівництво — 16,4 %, науковці, спеціалісти, менеджери — 9,6 %, освіта, охорона здоров'я та соціальна допомога — 9,6 %.